# セント＝ジェルジ・アルベルト
セント＝ジェルジ・アルベルト（Nagyrápolti Szent-Györgyi Albert [ˈsɛnɟørɟi ˌɒlbɛrt]、1893年9月16日 - 1986年10月22日）は、ハンガリー出身のセーケイ人でアメリカ合衆国に移住した生理学者。ビタミンCの発見などにより、1937年度ノーベル生理学医学賞を受賞。筋肉の研究などでも知られる。ハンガリー語では、姓は発音上はtが脱落してセンジェルジのように発音される。英語やドイツ語などでは名-姓の順に、Albert Szent-Györgyi あるいは Albert von Szent-Györgyi Nagyrápolt とも表記される。

## 略歴
初めはブダペスト医科大学で学んだが、母方の祖父とおじがブダペスト大学の解剖学教授だった関係で、叔父の研究室に入り研究を開始した。1914年、第一次世界大戦に召集されたが負傷して復員し、勉学を続けて1917年に学位を取得した。同年、ハンガリー郵政長官令嬢のデメーニ・コルネーリアと結婚。
戦後、ポジョニュ（ドイツ語名プレスブルク、スロヴァキア語名プレシュポロク：現在のスロバキア・ブラチスラヴァ）で研究を始めた。しかし1919年、当地がチェコスロバキア領となって追放され、いくつかの大学を転々とした後フローニンゲン大学に落ち着き、細胞呼吸の研究を開始した。さらにケンブリッジ大学フィッツウィリアム・カレッジにてロックフェラー基金研究員となり、1927年に副腎由来の還元性物質（"hexuronic acid"と呼んだ）の単離により博士号を取得。
1931年にはコロジュヴァールからセゲドに移転した王立フェレンツ・ヨージェフ大学（現在の国立セゲド大学）に職を得、ここで研究員と共に地元特産のパプリカから大量精製した"hexuronic acid"が構造的にはL-アスコルビン酸であること、またこれが以前から知られていた抗壊血病因子であることを明らかにし、ビタミンCと命名した。同時に細胞呼吸の研究を続け、フマル酸などが呼吸反応（のちにTCA回路と呼ばれる）で重要な段階をなすことを発見した。1937年、これらの業績（生物学的燃焼、特にビタミンCとフマル酸の触媒作用に関する発見）によってノーベル医学生理学賞を受けた。
1938年には筋肉の生物物理学的研究を開始し、研究員のシュトラウブ・ブルノーとともに、2種類のタンパク質・アクチンとミオシンが会合するとATPをエネルギー源として収縮することを発見した。
ファシストがハンガリーで権力を握ると、セント＝ジェルジはユダヤ系の友人を逃がす活動を始めた。さらに第二次大戦末期には首相に依頼され、連合国との和平交渉の密命を帯びて（表向きは講義のため）イスタンブールへ赴いた。この計画はドイツに知られ、アドルフ・ヒトラーが逮捕命令を出したため、彼は終戦まで逃亡生活を送る。
この経歴から戦後は英雄視され、ソ連が認めれば大統領にもなるかと言われた。ブダペスト大学に生化学科を創立し、国会議員に選ばれ、科学アカデミーの再建にも尽力した。しかし1947年にスイスに滞在中に本国で友人である作家のジラヒ・ラヨシュ (Zilahy Lajos) の報を受け、亡命を決意、最終的にアメリカ合衆国に移住した。
ハンガリー人実業家の援助を得てマサチューセッツ州のウッズホール海洋生物学研究所に研究室を設けた。がその後の数年間、アメリカ国籍のないことや以前の共産政権との関係により、財政的に苦労が続く。1948年にアメリカ国立衛生研究所（メリーランド州ベセスダ）と兼任した。1950年には民間の援助を得て、海洋生物学研究所内に筋肉研究所を設立した。
1950年代には電子顕微鏡を用いてサブユニットレベルで筋肉の研究を行った。1955年にアメリカへ帰化し（ハンガリー国籍は離脱していないため、二重国籍となる）、翌年アメリカ科学アカデミー会員となった。
1950年代以降、がんの研究にも関心を持ち、これに関して量子力学を生化学に応用する分子下生物学（量子生物学）を提唱した。

## 受賞歴
- ノーベル生理学・医学賞 1937年
- ホフマン賞 1939年
- アルバート・ラスカー基礎医学研究賞 1954年